# Gwendoline Porter
Gwendoline Alice „Gwen” Porter (ur. 25 kwietnia 1902 w Ilford, zm. 29 sierpnia 1993 w Battle) – angielska lekkoatletka specjalizująca się w krótkich biegach sprinterskich, uczestniczka letnich igrzysk olimpijskich w Los Angeles (1932), brązowa medalistka olimpijska w biegu sztafetowym 4 × 100 metrów.

## Sukcesy sportowe
| Rok  | Miasto      | Zawody               | Konkurencja        | Wynik         |
| ---- | ----------- | -------------------- | ------------------ | ------------- |
| 1932 | Los Angeles | Igrzyska olimpijskie | sztafeta 4 × 100 m | brązowy medal |

## Rekordy życiowe
- bieg na 100 metrów – 12,7 – Londyn 04/08/1924[2]
- bieg na 200 metrów – 27,7 – Londyn 17/05/1924